# Charlie Bell (labdarúgó)
Charles Oliver Bell (Dumfries, 1894. május 18. – Bournemouth, Anglia, 1939. június 5.) skót labdarúgócsatár, edző.